# Quequeisque Fútbol Club
Maillots
Le Quequeisque FC est un club de football salvadorien, fondé en 1896.

## Histoire
Le club remporte le championnat du Salvador de football six années d'affilée, de 1941 à 1946.

## Palmarès
- Championnat du Salvador (6)
  - Champion : 1941, 1942, 1943, 1944, 1945 et 1946

- Championnat du Salvador D2 (1)
  - Champion : 1962